# Colt Paterson
Pour les articles homonymes, voir Colt et Paterson.

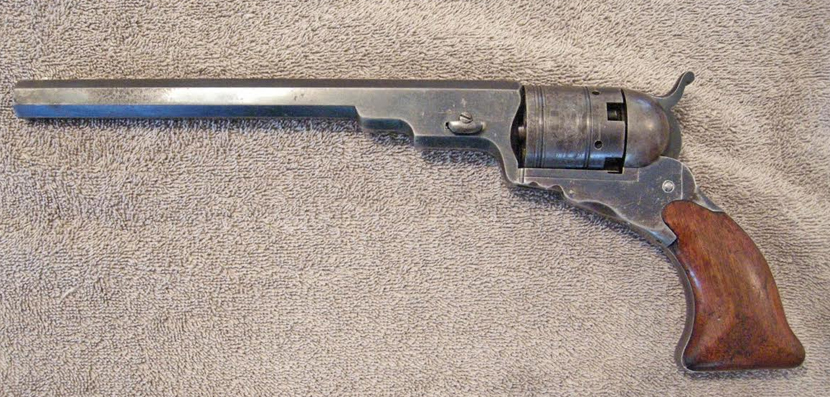
Colt Paterson No. 5 "Holster" Model

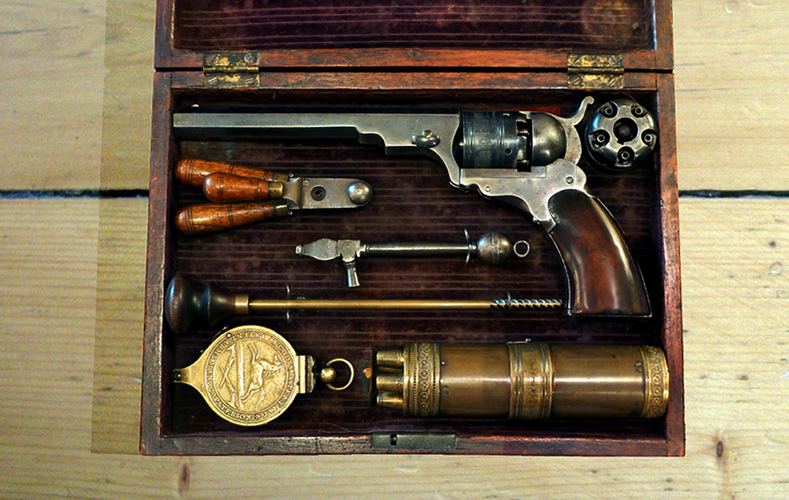
Colt Paterson 2nd Belt Model

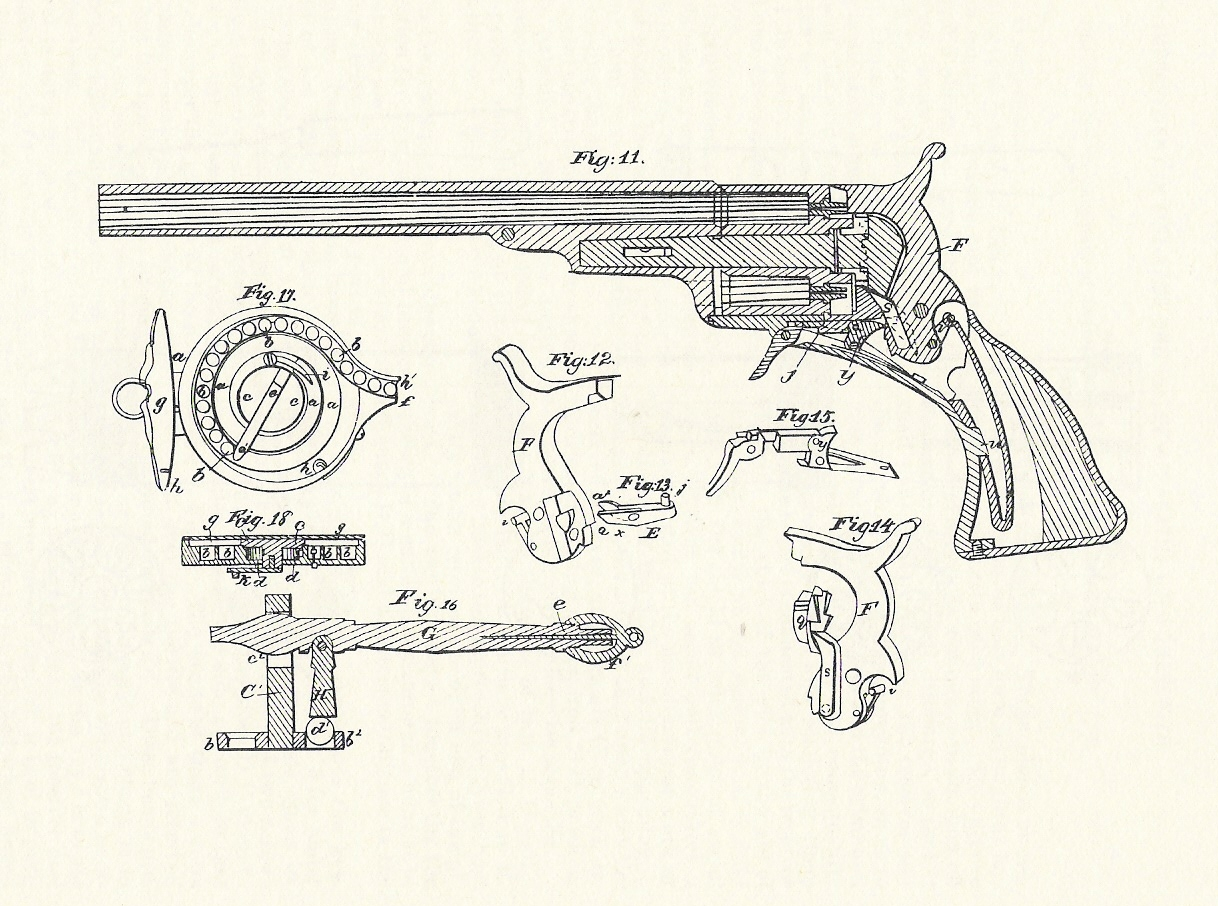
Dessin du Colt Paterson "Holster Model" (brevet américain n°1304, 29 août 1839)

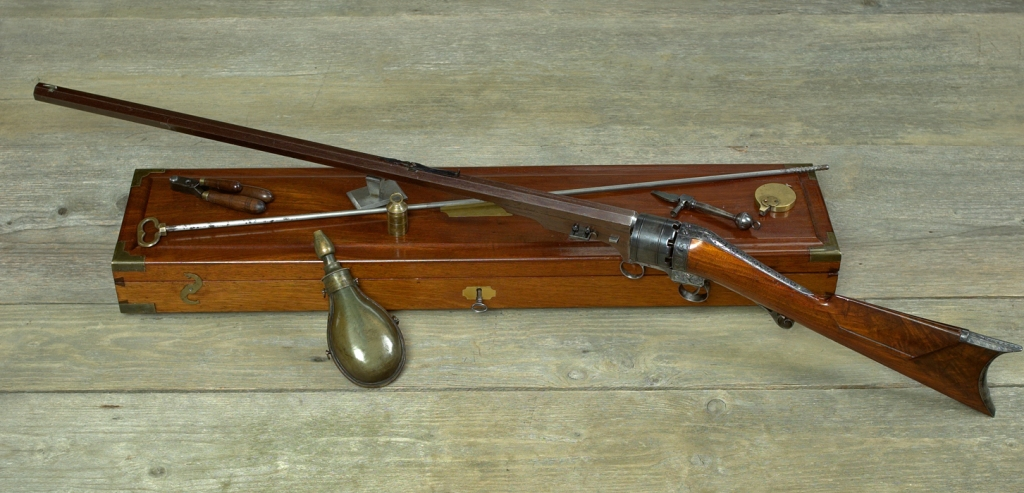
Fusil Colt Paterson 1838 2nd Model

Le Colt Paterson fut le premier revolver à cheminées et amorces, créé et breveté par Samuel Colt (brevet américain no 138, 25 février 1836). Les Colt Paterson étaient fabriqués entre 1837 et 1841 par la Patent Arms Mfg. Co. à Paterson dans le New Jersey. Les brevets déposés aux États-Unis, au Royaume-Uni et en France donnent à Colt le monopole de la fabrication des revolvers jusqu'aux années 1850.

## Caractéristiques
Le Colt Paterson est un révolver à poudre noire avec les amorces placées sur les cheminées à l'arrière du barillet qui comporte cinq chambres. La rotation, l'alignement et le verrouillage du barillet sont obtenus par l'armement du chien, qui se fait à la main. C'est donc une arme à simple action, avec une détente escamotable, qui n’apparaît que lors de l’armement du chien.
Son poids était d'environ 1 220 g.
Le revolver Paterson était fabriqué en quatre variantes, avec différentes longueurs du canon. Les chiffres de production sont approximatifs. 
- Le petit Pocket Model No. 1, en calibre .28 (~7 mm), production 500 exemplaires en 1837 - 1840
- Le Belt Model No. 2, crosse droite, en calibre .31 (~7,8 mm)
- Le Belt Model No. 3, crosse évasée, production totale No. 2 et No. 3, production 850 exemplaires en 1837 - 1840
- Le Holster Model No. 5, dit Texas Paterson, calibre .36 (~9 mm), production 1 000 exemplaires en 1838 - 1841

En plus, la Patent Arms Mfg. Co. fabriqua des armes longues à barillet, environ 700 fusils rayés, 950 mousquetons et carabines de chasse à âme lisse.
Le chargement du Colt Paterson se fait par l'avant du barillet, canon enlevé. Pour le charger, on introduit tout d'abord la quantité nécessaire de poudre dans chaque chambre du barillet, le projectile légèrement surdimensionné est ensuite présenté pour être siégé, toujours par l'avant du barillet. À cette fin on utilise le levier-refouloir amovible de l'arme (voir dessin du Colt Paterson Holster Model, fig 16) qui, prenant appui sur l'axe principal du bâti de la carcasse, insère en force la balle ronde ou conique sur la charge de poudre, ce qui assure la parfaite étanchéité de la charge et sa bonne combustion . Pour finir la procédure de chargement, on remplit de graisse ou de cire le creux autour des balles pour réduire l'accumulation de calamine "sèche", produit solide de la combustion de la poudre noire dans les rayures du canon, de manière à conserver une bonne précision lors des tirs suivants. La dernière étape consiste en la pose des amorces sur les cheminées. Les amorces permettront, lors de la percussion, d'enflammer la charge de poudre contenue dans chaque chambre afin de propulser la balle de plomb. Les amorces doivent tenir fermement en place pour empêcher la flamme du tir d'allumer la charge d'une chambre voisine via sa cheminée dont l'amorce se serait dessertie (phénomène dit de "départ en chaîne").
La procédure de chargement étant lente, il n'aurait pas été possible d’effectuer le rechargement en situation de combat. C’est une des raisons pour lesquelles les revolvers et fusils Paterson étaient livrés généralement avec deux barillets.